# Контурний аналіз
Контурний аналіз (або метод контурних струмів) — метод, який використовується для 

Малюнок 1: Основні контури плаского кола, позначені 1, 2 і 3. R1, R2, R3, 1 / sC і Ls являють повний опір резисторів, конденсатора й індуктивності в s-області. Vs і Is - значення джерела напруги і струму відповідно.

дослідження пласких кіл щодо струмів (і непрямих напруг) в будь-якому місці електричного кола. Пласкі електричні кола — це схеми, які можна намалювати на плоскій поверхні без перетинів дротів. Більш загальна методика, яка називається аналізом контуру (з відповідними мережевими змінними, званими контурними струмами), може застосовуватися до будь-якої схеми, пласкої чи ні. Під час дослідження мережі і аналізу контуру, використовують закон напруги Кірхгофа, щоб отримати набір рівнянь, які напевно можна розв'язати, якщо схема має рішення.